# Superparamagnetyzm
Superparamagnetyzm – zjawisko pojawiające się w niektórych materiałach magnetycznych, które składają się z bardzo małych krystalitów (1-10 nm) (zwanych nanocząstkami).
Pojedynczy krystalit staje się wtedy cząstką jednodomenową, tzn. nie ma w sobie podziału na odrębne domeny magnetyczne. W temperaturze poniżej temperatury Curie lub temperatury Néela energia termiczna nie jest wystarczająca do zerwania sprzężenia ferro- lub antyferromagnetycznego pomiędzy sąsiadującymi atomami, jednakże może być wystarczająca do zmiany orientacji namagnesowania całego krystalitu.
W przypadku braku zewnętrznego pola magnetycznego, każda jednodomenowa cząstka ma dwa stany równowagi na kierunku anizotropii magnetycznej. Jeżeli energia termiczna będzie większa niż energia anizotropii magnetycznej, spowoduje to, że moment magnetyczny cząstki będzie mógł się przeorientować. Takie ciągłe fluktuacje spowodują, że wypadkowy moment magnetyczny uśredni się do zera. Materiał zacznie zachowywać się podobnie jak paramagnetyk, lecz główną różnicą będzie to, że w paramagnetyku przyłożone pole magnetyczne wpłynie na momenty magnetyczne pojedynczych atomów, zaś w superparamagnetyku pole wpłynie na momenty magnetyczne pochodzące od całych krystalitów.